# Bat'leth

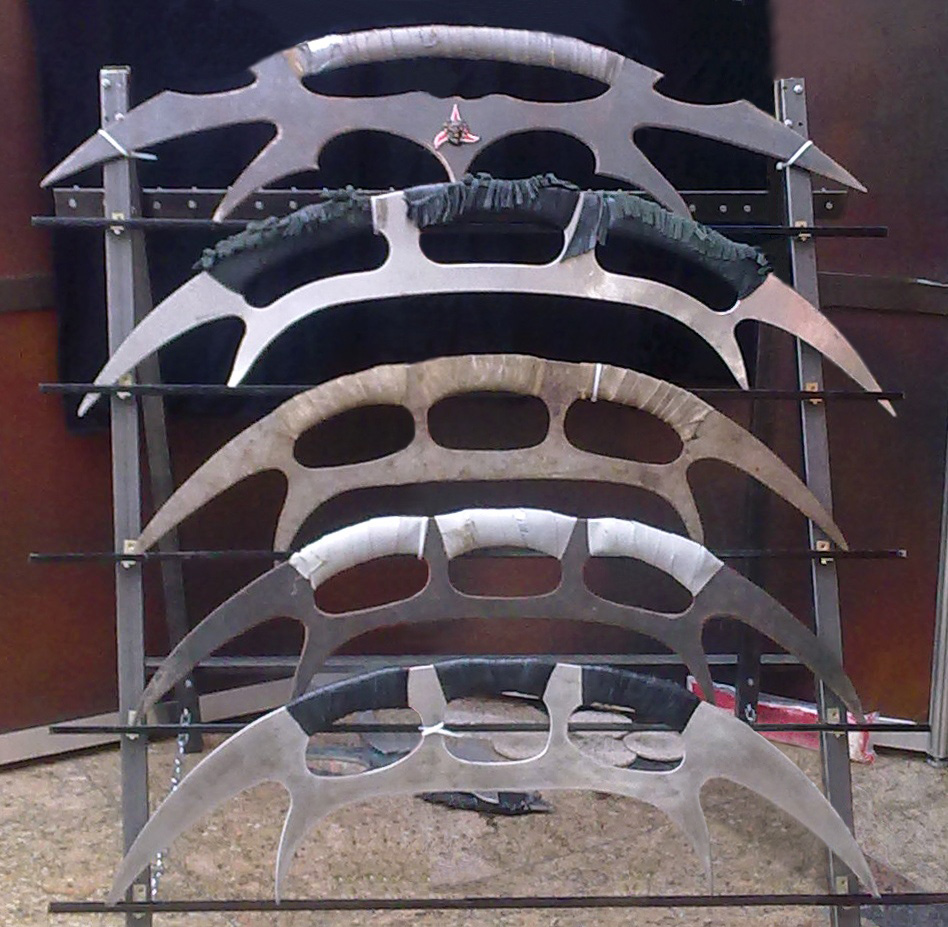
Una col·lecció de rèpliques de Bat'leths. Fixeu-vos en la rèplica de "The Sword of Kahless" a la part superior.

El bat'leth (klíngon:betleH, pronunciació aproximada: [ˈbɛtʰlɛx]; plural betleHmey, [ˈbɛtʰlɛxmɛj]) és una arma híbrida de doble tall amb una punta corba fulla, quatre puntes i tres agafadors a la part posterior. Va ser dissenyada i creada pel productor d'efectes visuals de Star Trek: La nova generació Dan Curry per a la franquícia Star Trek, on és l'arma de combat cos a cos característica dels klíngons. Curry ha anomenat el bat'leth "una de les imatges icòniques associades a la sèrie". Ha generat una arma més petita, que va passar a ser coneguda com el mek'leth; en klíngon, això s'escriu meqleH. Una tercera arma, un kur'leth, va ser dissenyada posteriorment per Dan Curry, per a la temporada 3 de Star Trek: Picard. Els bat'leths s'han convertit en un símbol perdurable de la franquícia entre els fans, i ocasionalment s'hi fa referència en altres mitjans.

## Descripció
Un bat'leth és una fulla corba d'aproximadament 1,5 metres de llarg, amb dues protuberàncies punxegudes a cada extrem i tres agafadors al llarg de la part posterior que es poden utilitzar per girar la fulla ràpidament.
Dan Curry va crear el bat'leth el 1990 per a Worf, el personatge interpretat per Michael Dorn a Star Trek: La nova generació, després de rebre l'aprovació del productor Rick Berman. Curry va basar el disseny del bat'leth en els creixent de lluita xinès. Artista marcial, a més del seu treball habitual com a productor d'efectes visuals, Curry també va desenvolupar un estil de lluita, basat en una varietat d'arts marcials diferents que va aprendre durant la seva estada a Àsia, per a l'ús de l'arma.

### Mek'leth

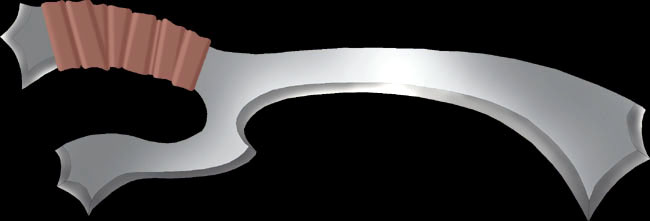
Un Mek'leth, una versió més petita del Bat'leth

El 1995, Curry va desenvolupar una versió més petita del bat'leth, el mek'leth, el disseny del qual va basar en el d'una espasa de cavalleria del nord del Tibet, perquè Dorn l'utilitzés qua s'unís al repartiment i a la tripulació de Star Trek: Deep Space Nine. Els Mek'leths estan pensats per a ús amb una sola mà i tenen forma de simitarra; tenen aproximadament la meitat de la longitud del bat'leth de mida real.

## Ús aStar Trek
A la història de Star Trek, el klíngon Kahless va crear el bat'leth al voltant de l'any 625 dC. Segons la mitologia klíngon, va formar la fulla deixant caure un tros del seu cabell en una mica de lava de l'interior del volcà Kri'stak, després refredant-la, donant-li forma i endurint-la al llac de Lursor. Després va unir Qo'noS, la llar klíngon matant un tirà anomenat Molor amb l'arma, que va ser coneguda com l'Espasa de Kahless. L'espasa va ser robada més tard per una espècie anomenada Hur'q durant la seva invasió de Qo'noS. A l'episodi "The Sword of Kahless", Worf i un altre klíngon anomenat Kor redescobreixen l'artefacte, però finalment és transportat a l'espai per evitar que l'utilitzin per atacar-se mútuament. L'espasa de Kahless difereix dels bat'leths normals, ja que té cinc puntes i una presa en comparació amb les quatre puntes i tres preses.
En la llengua klíngon, el bat'leth originalment es coneixia com a batlh'etlh, després es va escurçar a betleH. La paraula bat'leth en si mateixa significa "espasa d'honor". Els Bat'leths estan fets d'un metall reforçat anomenat baakonita i normalment mesura 116 centímetres i pesa 5.3 quilos.
El bat'leth va aparèixer en 29 episodis de televisió de la franquícia Star Trek a Star Trek: La nova generació, Star Trek: Voyager, Star Trek: Deep Space Nine i Star Trek: Enterprise, i més tard apareix en diversos episodis de Star Trek: Discovery. El bat'leth també es va utilitzar a la pel·lícula de 1994 Star Trek Generations. El mek'leth va aparèixer a la sèrie de televisió Deep Space Nine i a la pel·lícula de 1996 Star Trek: First Contact. L'espasa de Kahless va aparèixer al videojoc de l'any 2000 Star Trek: Armada i els bat'leths normals van aparèixer al videojoc de 1996 Star Trek: Klingon. Alguns dels usos del bat'leth van ser a l'episodi de debut "Reunió", on Worf ensenya al seu fill Alexander Rozhenko com utilitzar-ne un. Worf va utilitzar un bat'leth per matar Duras, un klíngon que va matar la companya de Worf, K'Ehleyr. sos notables de l'arma van ocórrer a l'episodi de Voyager "Barge of the Dead" en el que Tuvok usa una bat'leth per ensenyar B'Elanna Torres la seva ascendència klíngon, i a l'episodi de Deep Space Nine episode "Tacking into the Wind"  en què Worf mata el líder de l'Alt Consell Klingon, Gowron, en un duel de bat'leths per donar el càrrec de canceller klíngon al general Martok.

## Llegat cultural

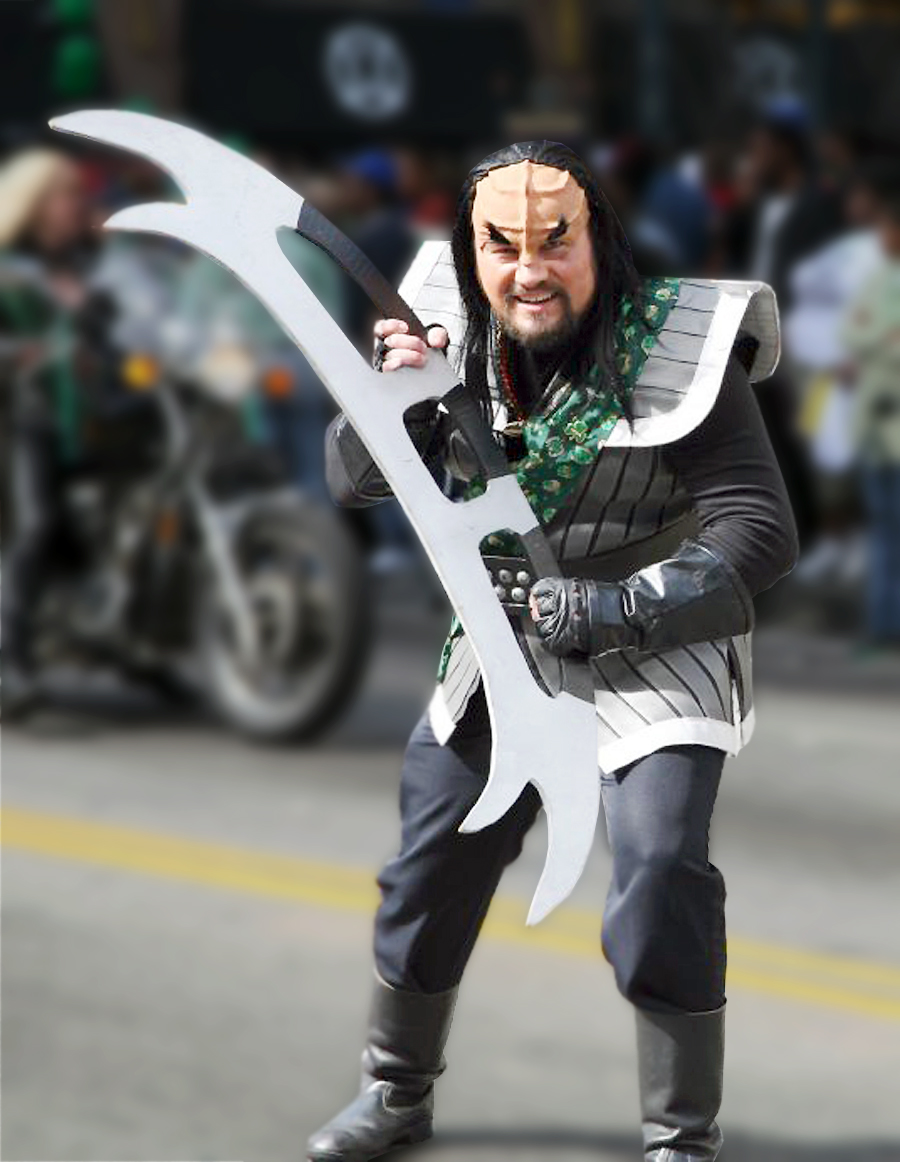
Un cosplayer amb una disfressa klíngon i un bat'leth

El bat'leth es considera una imatge icònica de l'univers Star Trek. Les rèpliques són molt esteses i són considerats objectes de col·lecció per alguns i formaven part del vestit klíngon. Diversos punts de venda, inclosos comerciants de rèpliques, venedors d'armes i cases d'empenyorament les venen. Ronald D. Moore, que ha treballat a Star Trek i Battlestar Galactica, en mostra un a la seva oficina. Tanmateix, a causa dels perills que poden representar els bat'leths reals, no hi ha rèpliques amb llicència oficial de l'arma disponibles ni de Curry ni de Paramount Pictures.
L'augment de la popularitat del bat'leth ha portat a la formació d'equips d'arts marcials que tenen com a objectiu desenvolupar un art marcial diferent del que Curry va desenvolupar inicialment. Aquests equips han incorporat moviments de ju-jitsu, kendo, kinjitsu i nunchaku. Les competicions de Bat'leth s'han celebrat en convencions com ara MileHiCon i StarCon.
El bat'leth ha aparegut en programes de televisió fora de la franquícia "Star Trek". El 2002, va aparèixer a l'episodi "Els altres" de Stargate SG-1. El 2005, un bat'leth va aparèixer al fons de l'episodi "Mr. Monk vs. the Cobra" de la sèrie de detectius estatunidenca Monk. El 2010, se'n va veure un a l'episodi "Chuck Versus the Beard" de la sèrie de comèdia d'acció americana Chuck. El 2011, es va utilitzar un bat'leth a l'episodi "The Zarnecki Incursion" de la comèdia de situació estatunidenca The Big Bang Theory. Un bat'leth també apareix al telefilm Swindle (2013).

## Legalitat
Les rèpliques del bat'leth sovint estan fetes de metall i poden ser perilloses. Els informes dels mitjans de comunicació que documenten casos de rèpliques de bat'leths utilitzades en crims s'han referit a l'arma com una "espasa klingon de doble punta en forma de mitja lluna", una "espasa tipus klingon", una "espasa tipus klingon Star Trek" o com una "simitarra de doble punta".

### Regne Unit
Al Regne Unit, és legal posseir un bat'leth en una propietat privada; tanmateix, es poden confiscar si es consideren "prova potencial d'un estil de vida criminal". Es classifiquen com a armes, cosa que fa que sigui il·legal portar-ne una en un lloc públic. El 2009, un home de Billingham, al comtat de Durham, va ser arrestat per possessió del que els documents judicials van descriure més tard com una "espasa de múltiples fulles" en un carrer públic. La seva defensa va anomenar l'objecte una "espasa bat'leth de Star Trek", tot i que no era una rèplica oficial, i el jutge va dir: "Mai havia vist res semblant a la meva vida". L'acusat es va declarar culpable al Tribunal de la Corona de Teesside, i posteriorment va ser condemnat a tretze setmanes de presó. El tribunal va ordenar que el bat'leth fos confiscat i destruït. Un bat'leth fet a mida va ser confiscat el 2009 a Accrington, Lancashire.

### Estats Units
La legalitat del bat'leth als Estats Units varia entre estats. El 2009, un petit ganivet de doble fulla amb forma de bat'leth es va utilitzar a Colorado Springs, Colorado, en dos robatoris a mà armada. El Departament de Policia de Colorado Springs va dir que era una arma mortal. El Federal Bureau of Investigation va descobrir i confiscar una arma semblant al Bat'leth com a part d'un conjunt d'armes en relació amb una investigació de frau de Medicare de 4 milions de dòlars el 2010.